# Michał Kosman
Michał M. Kosman (ur. 1972) – polski politolog, dr hab. nauk społecznych, profesor nadzwyczajny Instytutu Nauk Politycznych Wydziału Humanistycznego Uniwersytetu Kazimierza Wielkiego.

## Życiorys
W 1996 ukończył studia w zakresie politologii i nauk społecznych na Uniwersytecie im. Adama Mickiewicza w Poznaniu, natomiast 25 lutego 2004 uzyskał doktorat, 27 stycznia 2014 habilitował się na podstawie pracy zatytułowanej Polityka RFN wobec ZSRR/Rosji w latach 1989-2009.
Objął funkcję profesora nadzwyczajnego w Instytucie Nauk Politycznych na Wydziale Humanistycznym Uniwersytetu Kazimierza Wielkiego.

## Publikacje
- 2007: Francis Fukuyama, Ameryka na rozdrożu. Demokracja, władza i dziedzictwo neokonserwatyzmu[2]
- 2008: Ruch protestu 1968r. w badaniach niemieckich[2]
- 2009: Parlament Europejski - wybrane aspekty ewolucji[2]